# Epson

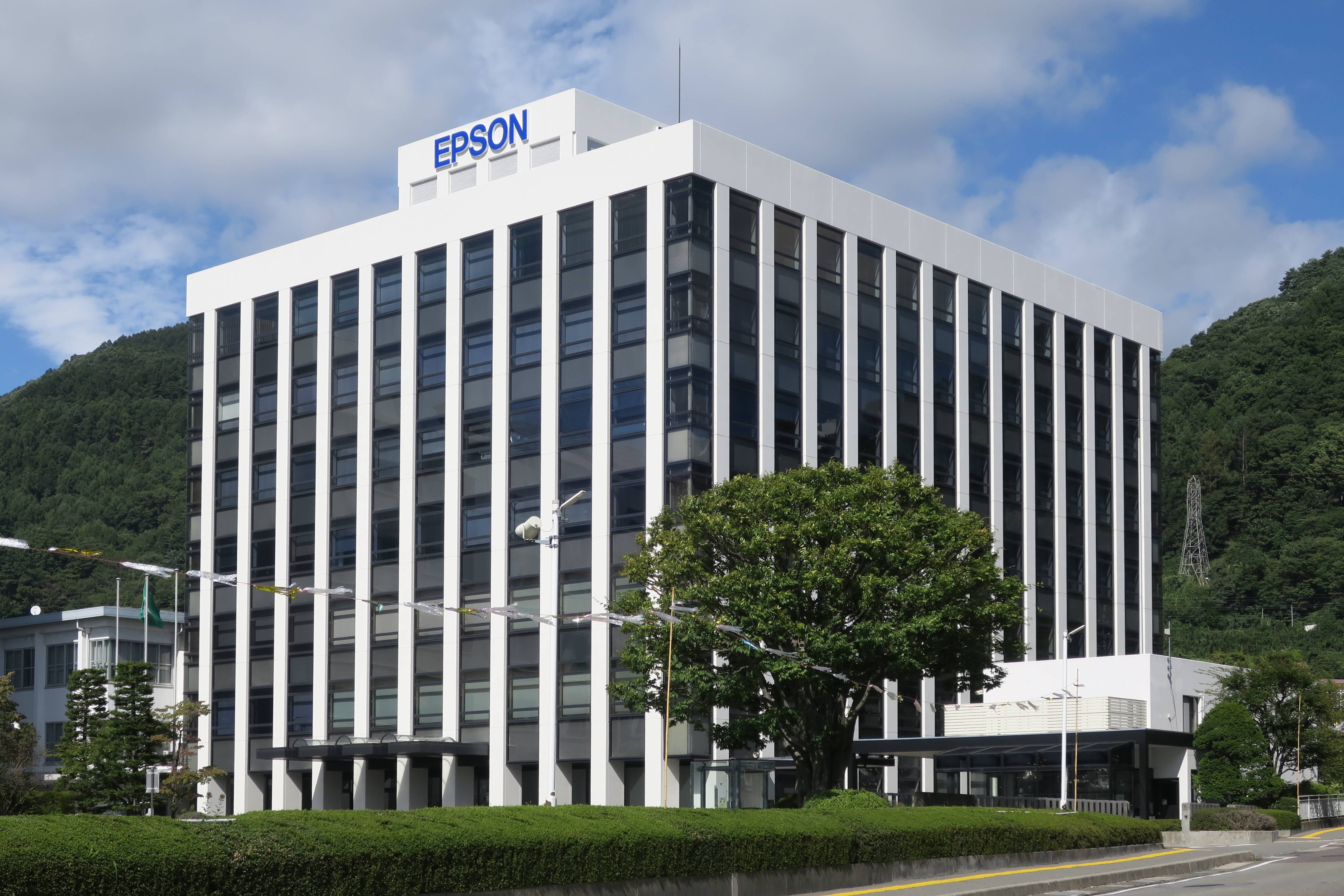
Epson-Zentrale in Nagano

Die Seiko Epson K.K. (jap. セイコーエプソン株式会社, Seikō Epuson Kabushiki-gaisha, engl. Seiko Epson Corporation) ist ein japanisches Unternehmen, das weltweit zu den größten Herstellern von Druckern, Scannern, digitalen Fotoapparaten, integrierten Schaltkreisen, Projektoren, Registrierkassen, Industrierobotern und LCD-Komponenten zählt.

## Die Epson-Gruppe
Epson ist ein Unternehmen im Bereich bildverarbeitender Technologie. Die Produktpalette reicht von Druckern und LCD-Projektoren bis zu Sensoren und anderen Mikrobauelementen. Für den Handel und die Industrie werden Produkte für den Großformat-, Kassen-, Etiketten- und Ticketdruck, sowie Robotersysteme für Montage und Handhabung hergestellt.

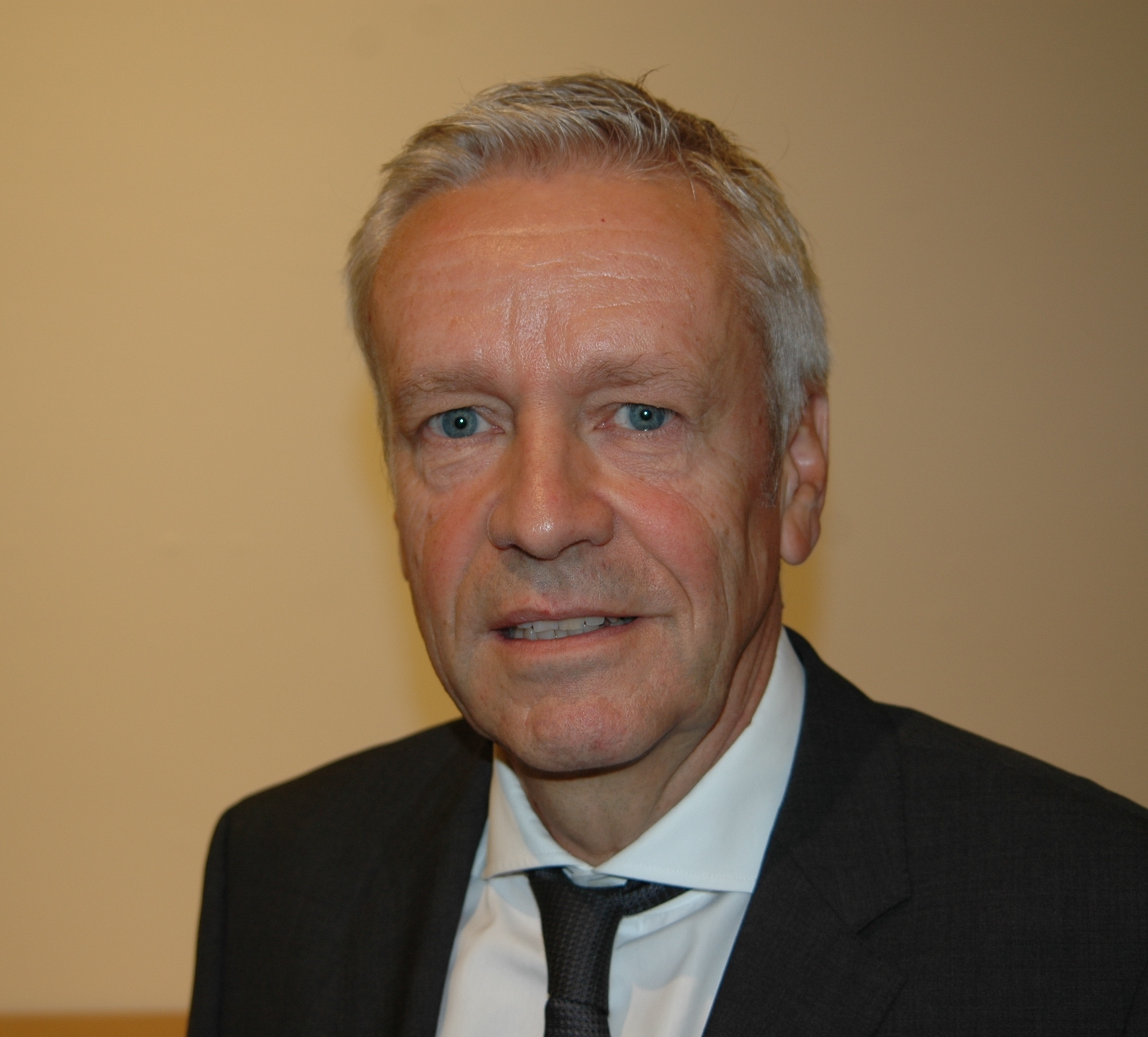
Henning H. Ohlsson, ehemaliger Geschäftsführer der Epson Deutschland GmbH; 2014

Die Epson-Gruppe wird von der japanischen Seiko Epson Corporation geführt und beschäftigt weltweit mehr als 79.000 Mitarbeiter in 85 Tochtergesellschaften. Epson erzielte im Geschäftsjahr 2016/2017 einen Umsatz von insgesamt 9,1 Mrd. US-Dollar.
Die Epson Deutschland GmbH wurde 1979 als Tochter der japanischen Seiko Epson Corporation gegründet. Das in Meerbusch, Nordrhein-Westfalen, ansässige Unternehmen beschäftigt über 200 Mitarbeiter und betreut die Vertriebsgebiete Deutschland, Österreich und die Schweiz. In Meerbusch betreibt Epson zudem ein Industrie Solutions Center, in dem Büro- und Industrieanwendungen im Einsatz präsentiert werden. Im Frühjahr 2023 ist der Umzug des Unternehmens von Meerbusch nach Düsseldorf geplant.
2021 zählt Epson zu den wichtigsten Herstellern von Industrierobotern.

## Geschichte
Die heutige Seiko Epson Corporation entstand durch Fusion zweier Unternehmen:

### Suwa Seikosha
Der Uhrenhersteller Daiwa Kogyo Ltd. wurde am 18. Mai 1942 gegründet. Diese schloss sich im Dezember 1959 mit dem ausgegliederten Werk Suwa der Daini Seikosha Co., Ltd. (heute Seiko Instruments) zur Suwa Seikosha Co., Ltd. zusammen.

### Shinshu Seiki (später: Epson Corporation)
1961 wurde das Unternehmen unter dem Namen Shinshu Seiki Co. gegründet. Geschäftsziel war die Herstellung von Teilen für Präzisionsuhren der Suwa Seikōsha Co. Ltd.

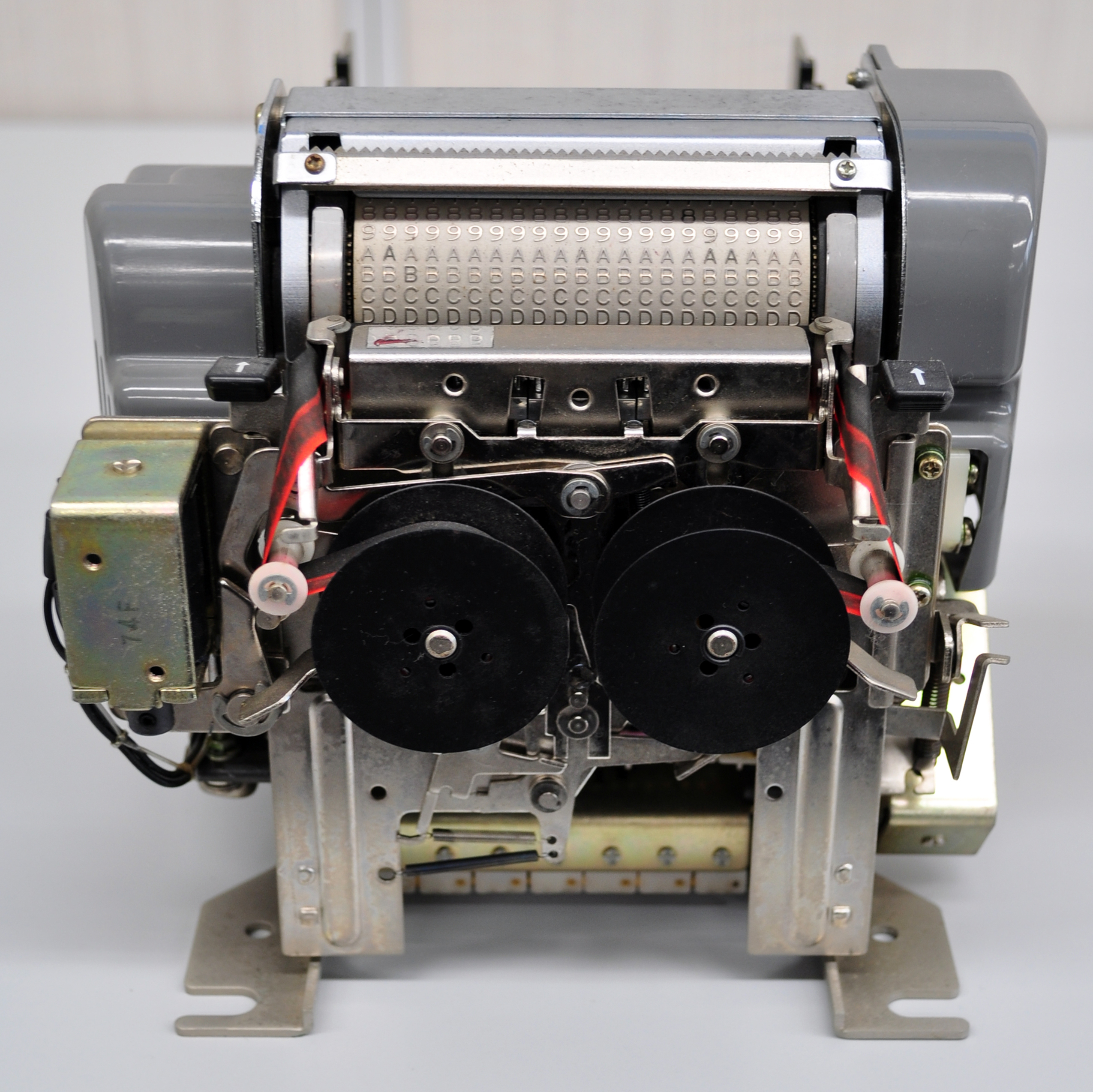
Der erste Kleinstdrucker der Welt – EP-101

Suwa Seikosha stellte die Uhren für die Olympischen Sommerspiele 1964 in Tokio her. Dazu benötigte man Drucker für die Ergebnisse. Dies war der Beginn der Produktion von Druckern durch die Shinshu Seiki Co.

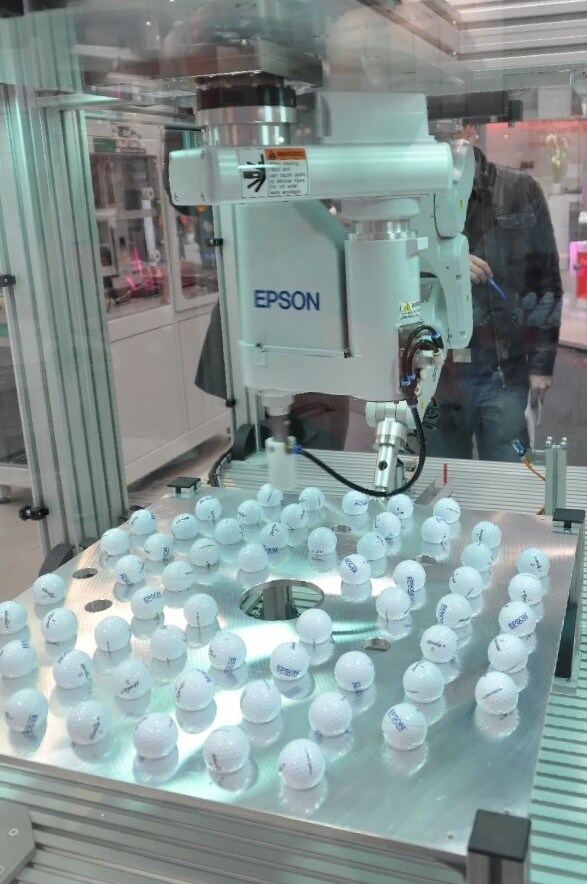
Epson Industrieroboter, 2012

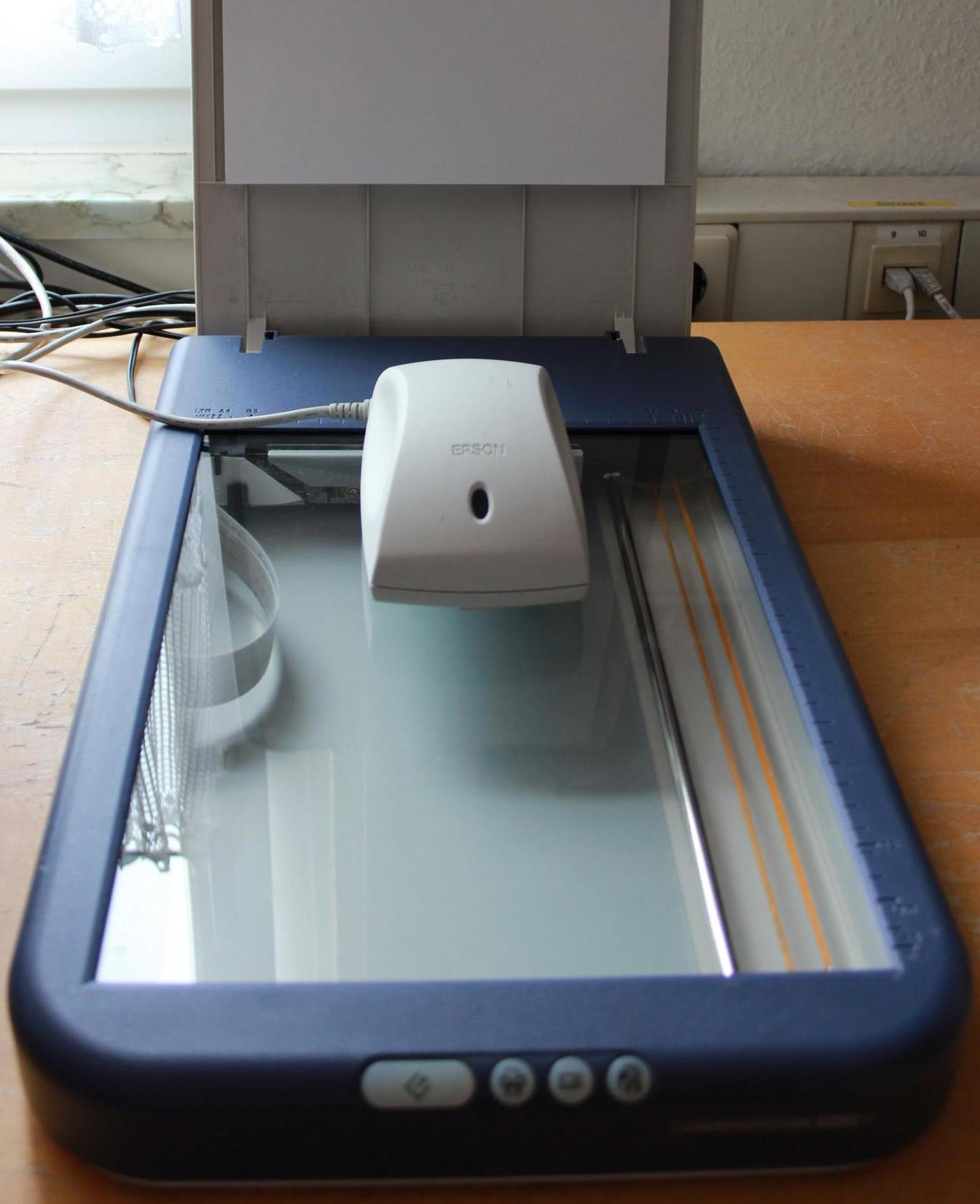
Epson-Flachbettscanner mit Durchlichteinheit

Im September 1968 stellte das Unternehmen den ersten Kleinstdrucker der Welt her, das Modell EP-101. Er wurde schon bald in viele Tischrechner eingebaut. Im Juni 1975 wurde das Nachfolgemodell des EP-101 als „Son of EP-101“ (Sohn des EP-101) vorgestellt. Aus diesem Namen entwickelte sich bald die Marke „Epson“.
Im April 1975 wurde die US-amerikanische Tochtergesellschaft Epson America, Inc. gegründet, vier Jahre später folgte auch die deutsche Epson Deutschland GmbH.
Im Juni 1978 kam der 8-Nadel-Drucker TX-80 auf den Markt. Er wurde hauptsächlich für Commodore-PET-Computer verwendet. Zwei Jahre später kam das Nachfolgemodell MX-80, das in den USA schnell zum meistgekauften Drucker wurde. Auf diesem Modell basierte die LX-Serie als 9-Nadeldrucker, die 1984 auf den Markt kam. Zur Ansteuerung der Drucker entwickelte Seiko Epson die Befehlssprache ESC/P (Epson Standard Code for Printers).
Seit 1980 fertigt Epson Industrieroboter. Im Juli 1982 wurde die Firma offiziell in Epson Corporation umbenannt. Im selben Jahr wurde von Epson der Welt erster mobiler Computer, HC-20 (HX-20) vorgestellt. Es folgten die Modelle PX-4 und PX-8 und schließlich der PX-16, den man auch mit einem Touch-Key-Panel ausstatten konnte. Als Desktop-Geräte waren QX-10 und QX-16 im Angebot.
Im Mai 1983 stellte man den ersten LCD-Farbfernseher vor. Weitere Innovationen waren 1984 der erste Farb-Nadeldrucker (JX-80) und der erste DIN-A3-Tintenstrahldrucker (SQ-2000). Epson arbeitete bei den Tintendruckern anders als Canon und HP mit Piezotechnik (Micro Piezo).

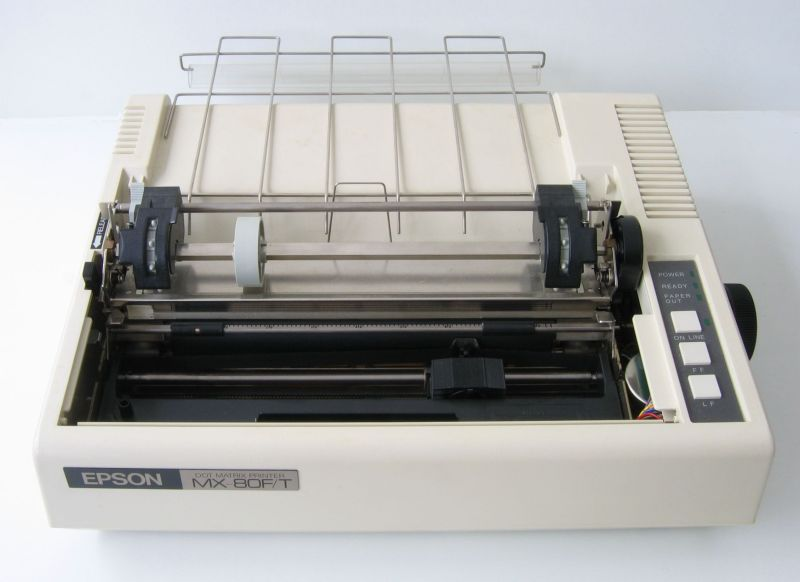
9-Nadel-Drucker Epson MX 80 F/T, Baujahr 1982 (damaliger Preis 2.000,- DM; entspricht heute etwa 2.400 EUR[11])
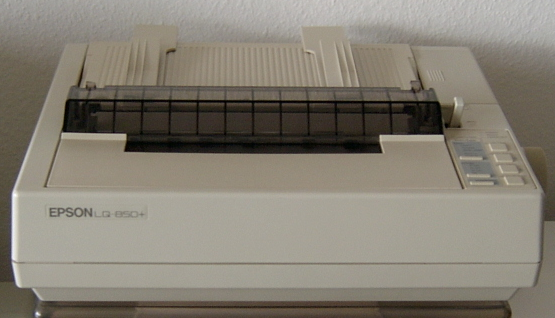
24-Nadel-Drucker Epson LQ-850+, kompatibel mit dem Drucker LQ-1050+, Druckgeschwindigkeit bis 300 Zeichen/s, Endlospapier und Einzelblätter, eingeführt 1989
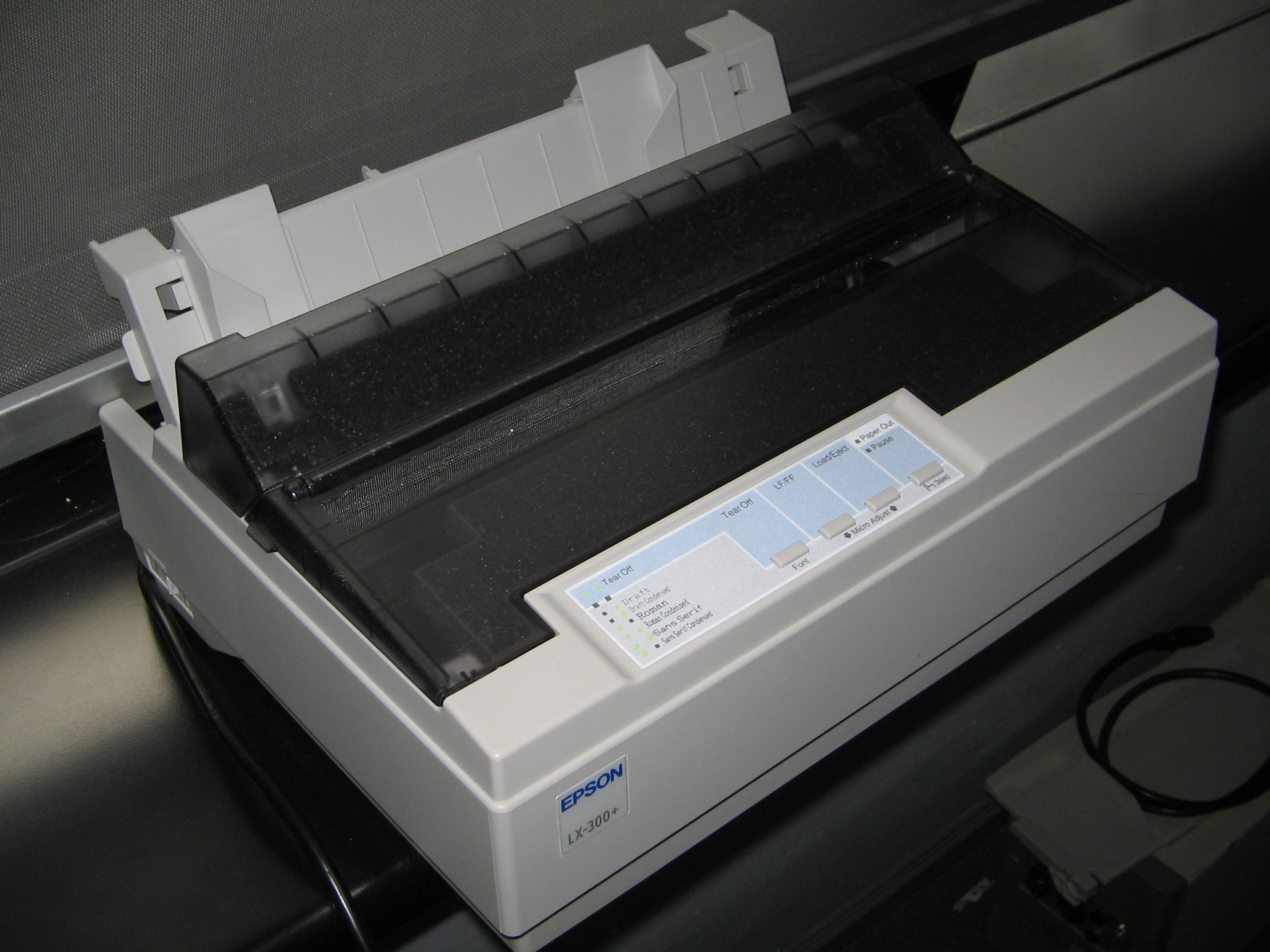
Epson LX-300+ Nadeldrucker, für Farbdruck erweiterbar
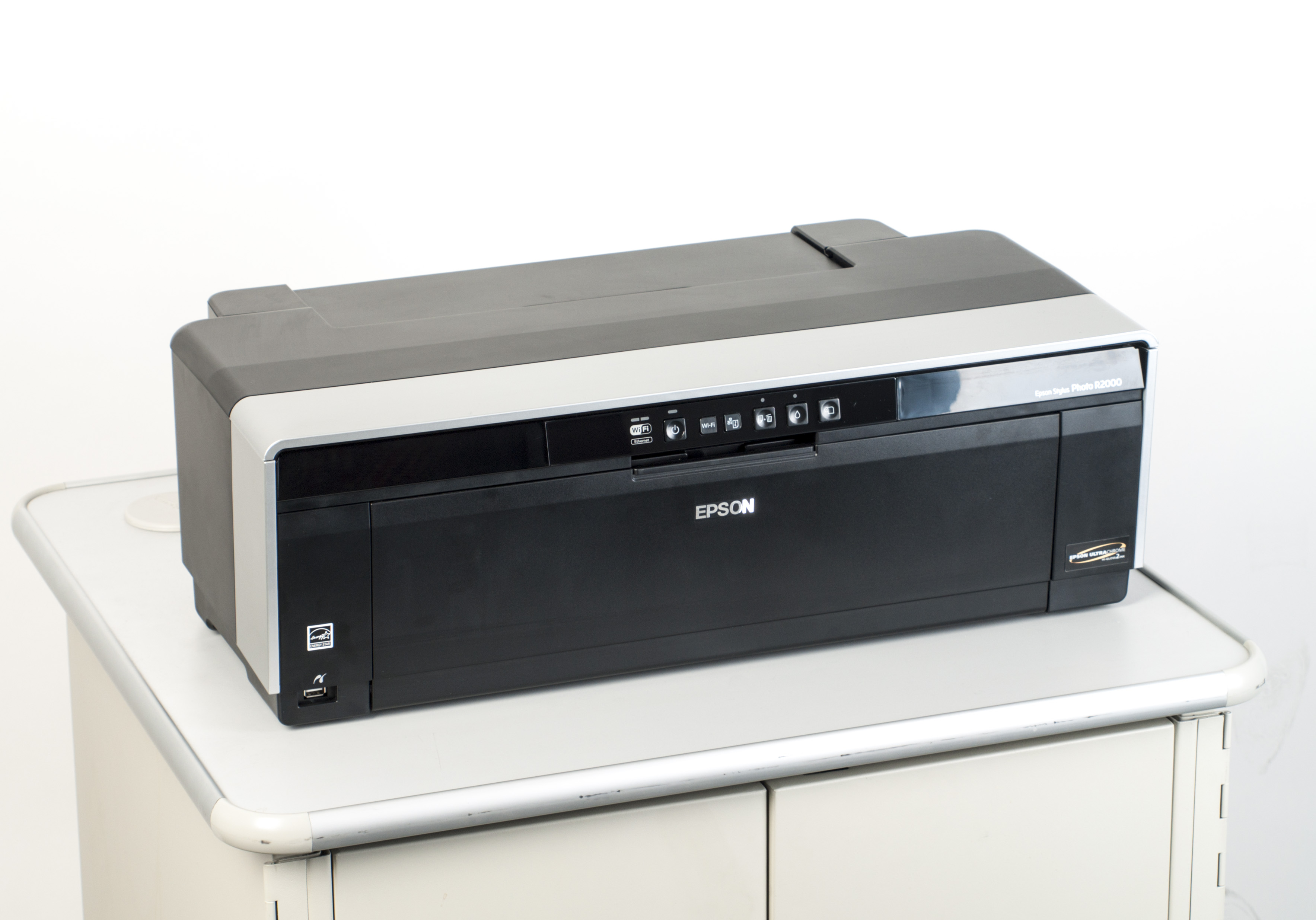
Stylus Photo R2000 (A3-Tintenfotodrucker, seit 2012[13])

### Fusion und Folgejahre
Im November 1985 fusionierten die Suwa Seikosha Co., Ltd. und die Epson Corporation zur Seiko Epson Corporation.

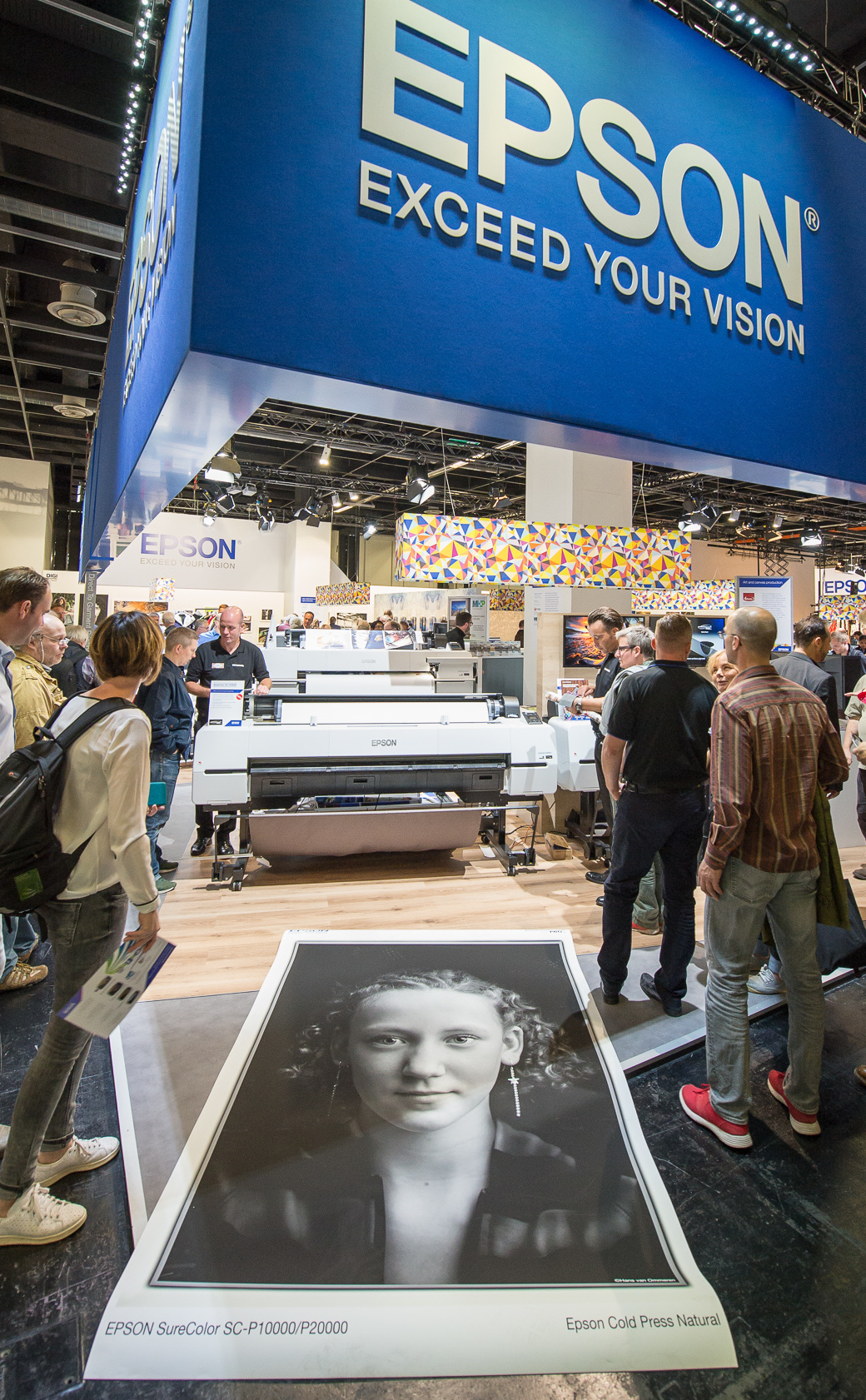
SureColor Großformatdrucker
Photokina, 2016

1988 wurde der erste 48-Nadel-Drucker (TLQ-4800) vorgestellt. Im Jahr 1990 eröffnete man den Europahauptsitz in Amsterdam. 1994 erschien der erste Farb-Tintenstrahldrucker mit einer Auflösung von 720 dpi (Epson Stylus Color). Es folgten zahlreiche Innovationen im Bereich der Fotodruckertechnologie; 1993 entstand der mikro-piezoelektrische Druckkopf.
Im Juni 2003 ging das Unternehmen an die Tokioter Börse.
2004 wurde die erste digitale Messsucherkamera (Epson R-D1) und der erste mobile Fotodrucker (EPSON PictureMate) vorgestellt.
2014 präsentierte Epson eine neue Generation von Piezo-Druckköpfen PrecisionCore, die zwei- bis dreimal höhere Düsendichte haben. Sie arbeiten mit Flüssigkeiten unterschiedlichster Viskosität; dazu zählt Dyetinte (bei Epson Claria), harzummantelte Pigmenttinte (bei Epson Durabrite, Ultrachrome), UV-härtende Tinte oder Lösungsmitteltinte. Die Tropfengröße beträgt 1,5 bis 32,5 Pikoliter.
Epson hatte zwischenzeitlich auch Laserdrucker im Programm. Der damalige Chef Minoru Usui, der im Februar 2020 in den Verwaltungsrat wechselte, setzte aber eine Besinnung auf die eigene Piezo-Tintenstrahldrucktechnik durch. Aufgrund zahlreicher Patente wurden Epson-Tintenstrahldrucker schnell, günstig und dokumentenecht wie Laserdrucker. Zudem ist der Strombedarf der Tintendrucker geringer und sie benötigen keine Bildtrommeln. Usui verkaufte auch die Epson-Bildschirmwerke in China.
2009 erwarb Seiko Epson den Hersteller mechanischer Uhren Orient Watch. Seit 2014 bietet Epson unter eigenen Namen Fitness-Uhren an.
Etwa seit 2015 hat Epson auch Smartglasses im Sortiment (Moverio).
2016 stellte Epson mit dem SureColor SC-P10000 seinen zweiten SureColor-Großformatdrucker vor; er druckt mit Tinte in zehn Farben in einer Breite bis zu 1,11 m (44 Zoll). In diesem Marktbereich stand Epson 2015 mit einem Marktanteil von 18,5 Prozent auf dem dritten Platz.
Im dritten Quartal 2019 lag Epson bei den weltweiten Druckerverkäufen mit 19,3 Prozent Anteil recht dicht hinter Canon (20,7 Prozent) auf Platz 3, HP ist mit 39,5 Prozent deutlicher Marktführer. Und Epson gehört zu den wichtigsten Herstellern von Druckköpfen.
2022 bietet Epson über 300 Versionen von SCARA-Industrierobotern an; sie können bis zu 20 kg tragen.

### Kritik
Wie bei allen Tintenstrahldruckern mit Permanent-Druckkopf werden Druckerpatronen als leer gemeldet, wenn noch ausreichend Tinte enthalten ist. Diese Meldung wird branchenüblich oft deutlich vor der tatsächlichen technischen Notwendigkeit getätigt und dieses Verhalten mit dem Schutz des Druckkopfes begründet.
Wie bei allen Tintenstrahldruckern wird auch bei Epson-Druckern überflüssige Tinte, vor allem aus Druckkopf-Reinigungszyklen, in Tintenschwämmen oder Resttintenbehältern gesammelt. Allerdings schaltet die Software von Epson-Druckern die Druckfähigkeit nach einer bestimmten Seitenzahl relativ früh ab, auch wenn der Drucker noch voll funktionsfähig ist. Andere Hersteller verzichten mitunter auf diese Abschaltfunktion. Teilweise sind seitens Epson keine Ersatzschwämme lieferbar und der Austausch muss kostenpflichtig über den Hersteller durchgeführt werden, bei billigen Druckern ist die Austauschpauschale oft aber nicht rentabel.
Unter Umständen muss zusätzlich bei den Geräten mit Tintenschwamm noch ein Seitenzähler zurückgesetzt werden, dafür ist aber hier im Benutzermenü gar kein Zugriff vorgesehen, so dass ein Nutzer auf externe Programme zurückgreifen muss, wenn er den Tintenschwamm selber austauschen oder auswaschen will.
Die Problematik gilt prinzipbedingt für die meisten Tintenstrahldrucker von Epson, bei teureren Geräten neuerer Baureihen ist aber weitgehend ein relativ leicht austauschbarer und erhältlicher Resttintenbehälter verbaut.